# Салліван (Нью-Гемпшир)
Салліван (англ. Sullivan) — місто (англ. town) в США, в окрузі Чешир штату Нью-Гемпшир. Населення — 658 осіб (2020).

## Демографія
Згідно з переписом 2010 року, у місті мешкало 677 осіб у 274 домогосподарствах у складі 191 родини. Було 309 помешкань
Расовий склад населення:
| - 98,7 % — білих - 0,6 % — азіатів - 0,1 % — чорних або афроамериканців |

До двох чи більше рас належало 0,6 %. Частка іспаномовних становила 0,4 % від усіх жителів.
За віковим діапазоном населення розподілялося таким чином: 18,6 % — особи молодші 18 років, 69,1 % — особи у віці 18—64 років, 12,3 % — особи у віці 65 років та старші. Медіана віку мешканця становила 43,6 року. На 100 осіб жіночої статі у місті припадало 102,7 чоловіків;  на 100 жінок у віці від 18 років та старших — 104,1 чоловіків також старших 18 років.
Середній дохід на одне домашнє господарство  становив 79 379 доларів США (медіана — 60 625), а середній дохід на одну сім'ю — 92 488 доларів (медіана — 70 000). Медіана доходів становила 46 750 доларів для чоловіків та 43 667 доларів для жінок. За межею бідності перебувало 7,3 % осіб, у тому числі 4,0 % дітей у віці до 18 років та 11,9 % осіб у віці 65 років та старших.
Цивільне працевлаштоване населення становило 383 особи. Основні галузі зайнятості: освіта, охорона здоров'я та соціальна допомога — 28,2 %, виробництво — 13,1 %, науковці, спеціалісти, менеджери — 11,0 %, фінанси, страхування та нерухомість — 9,7 %.